# Kristallographie
Die Kristallographie (alternative Schreibung Kristallografie) oder Kristallkunde  ist die Wissenschaft von den Kristallen, ihrer Struktur, Entstehung oder Herstellung und ihrer Eigenschaften und Anwendungsmöglichkeiten.

## Geschichte
Erste Ansätze zu einer systematischen Erfassung von Mineralien finden sich bei Theophrastos von Eresos (371–287 v. Chr.) und speziell der Kristalle im Werk Naturalis historia von Plinius dem Älteren (23/24–79 n. Chr.), der beispielsweise den oktaedrischen Kristallhabitus und die extreme Härte von Diamanten beschreibt. In seinem 1546 erschienenen Buch De natura fossilium teilt Georgius Agricola Minerale nach ihren physikalischen Eigenschaften ein und kommentiert deren geometrische Formen. Johannes Kepler gelangte bei seiner Analyse des Aufbaus der sechseckigen Schneeflocken in seiner Schrift Strena seu de nive sexangula 1611 zur sogenannten Keplerschen Vermutung, die bestmögliche Kugelpackungen beinhaltet.
Die ersten wissenschaftlichen Untersuchungen an Kristallen betrafen ihre äußere Form und ihre geometrischen Eigenschaften. So entdeckte Nicolaus Steno 1669 das Gesetz der Winkelkonstanz, dem zufolge die Winkel zwischen kristallographisch gleichen Flächen desselben Minerals stets gleich groß sind. René-Just Haüy formulierte 1801 das „Dekreszenzgesetz“ und das „Symmetriegesetz“; er war der erste, der den Begriff der Symmetrie in einer formalen Definition in die Kristallographie einführte.
Die Mitte des 19. Jahrhunderts entwickelte Gruppentheorie wurde von den Kristallographen schnell übernommen. Nach Vorarbeiten Leonhard Sohnckes (Sohncke-Raumgruppen, 1876) gelang Arthur Schoenflies und Jewgraf Stepanowitsch Fjodorow 1890/91 die Ableitung aller 230 kristallographischen Raumgruppen.
Der Beweis, dass Kristalle dreidimensional periodisch aufgebaut sind, gelang Max von Laue mit Hilfe der Röntgenbeugung 1912. Die Bestimmung der Strukturen von einfachen anorganischen Kristallen wie Natriumchlorid (NaCl) konnte bald darauf von William Henry Bragg und William Lawrence Bragg durchgeführt werden. Diese Methode ermöglichte in den folgenden Jahrzehnten die Aufklärung der Kristallstruktur der Desoxyribonukleinsäure durch Rosalind Franklin, James Watson und Francis Crick (1953) und der des Insulins durch Dorothy Crowfoot Hodgkin (1969) sowie die Entdeckung von fünfzähligen Symmetrieachsen (Quasikristall) in einer schnell abgekühlten Aluminium-Mangan Legierung durch Dan Shechtman und Mitarbeiter (1984).
Das Jahr 2014 wurde von der UNO zum Internationalen Jahr der Kristallographie ausgerufen. Die Bedeutung der Kristallographie zeigt sich auch daran, dass für bahnbrechende Fortschritte in kristallographischen Techniken und daraus resultierenden Ergebnissen bis jetzt 29 Nobelpreise verliehen wurden.

## Untersuchungsgegenstand
Historisch gesehen ist die Kristallographie ein Teilgebiet der Mineralogie, aus der sie entstanden ist. Kristalle können als Materialien Untersuchungsgegenstand der Forschung sein. In diesem Sinne ist die Kristallographie eine Materialwissenschaft, die physikalische und chemische Parameter von Kristallen bestimmt und die in ihnen auftretenden physikochemischen Prozesse untersucht. Die untersuchten Kristalle können natürlichen (Minerale) oder synthetischen (zum Beispiel Keramiken, Metalle, gezüchtete Kristalle von organischen Molekülen oder biologischen Makromolekülen) Ursprungs sein. Es kann sich dabei also um anorganische oder organische Stoffe handeln, einschließlich biologischer Makromoleküle wie Proteine. Ein wichtiges Teilgebiet der Kristallographie ist die Kristallstrukturanalyse, womit der atomare Aufbau der Kristalle untersucht wird. Neben der Struktur und Packung der Atome und Moleküle in dem Kristall, welche die physikalisch-chemischenen Eigenschaften des kristallinen Materials bestimmt, wird dabei auch die Konstitution, Stereochemie und Konformation von Molekülen im Kristall analysiert. Diese Methode hat damit auch große Bedeutung in der Chemie, Biochemie und Strukturbiologie von Molekülverbindungen und Komplexverbindungen, auch wenn der kristalline Zustand oder überhaupt die Struktur im Festkörper nicht Interesse der Forschung ist.

## Untersuchungsmethoden

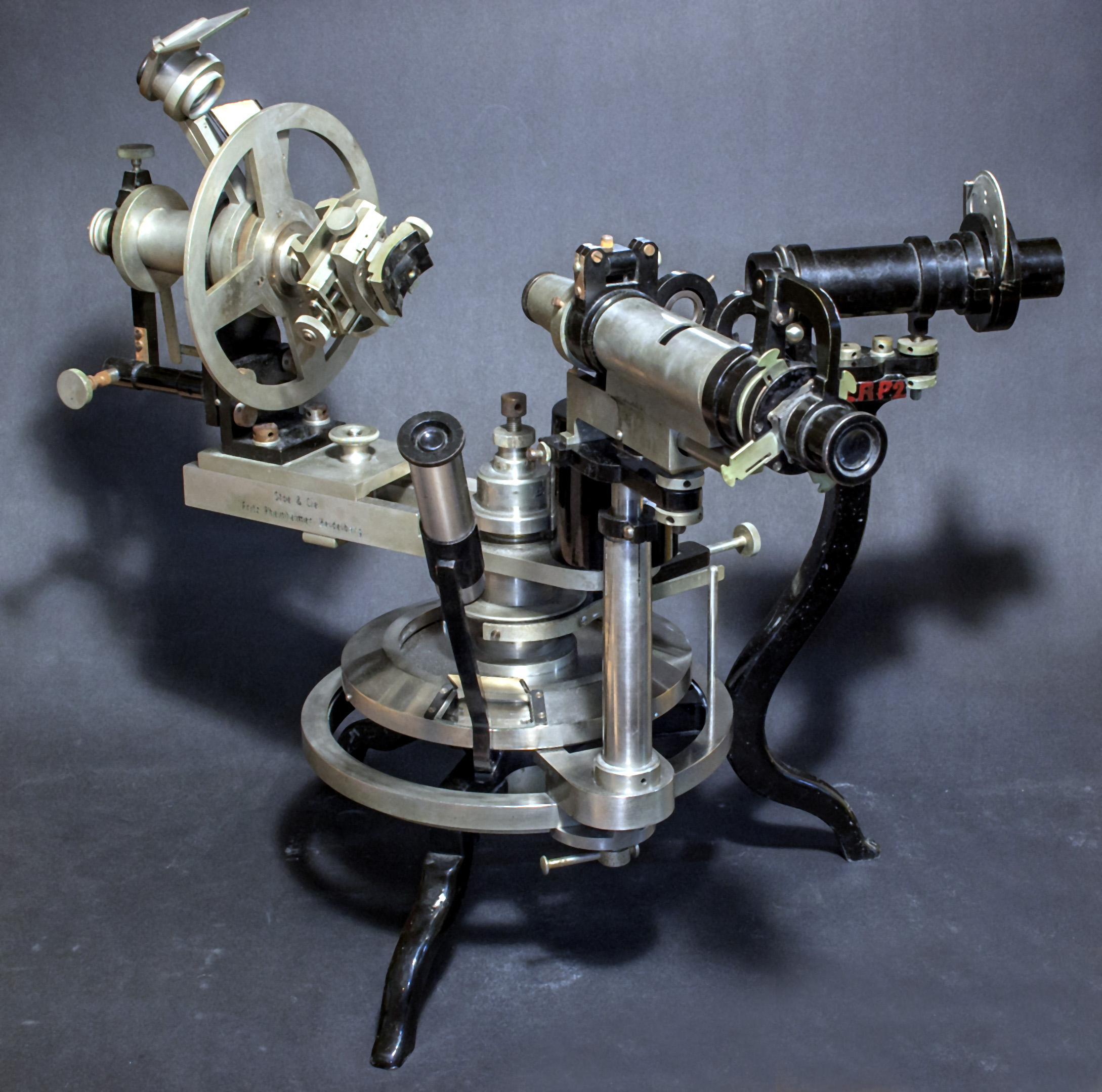
Ein Zweikreisgoniometer zur Messung der Kristallwinkel. Die Ablesegenauigkeit auf den Teilkreisen ist besser als eine Bogenminute

Für Untersuchungen der Form von Kristallen benutzt man Methoden der geometrischen Optik wie die Reflexionsgoniometrie, bei welcher der Reflexionswinkel des Lichtes zur Bestimmung der Lage einer Kristallfläche im Raum genutzt wird. Eine Standardmethode zur Bestimmung der optischen Eigenschaften von Kristallen (Lichtbrechung, Doppelbrechung, Pleochroismus, Bireflektanz, Anisotropieeffekte) ist die Polarisationsmikroskopie, die sich die Erkenntnisse der Wellenoptik zunutze macht. Mit Hilfe des Universaldrehtischs, auch als Fjodorow-Tisch bezeichnet, der einen Zusatz zum Polarisationsmikroskop darstellt, wird durch freie Rotation der Probe in allen Richtungen die Bestimmung der Orientierung der in ihr enthaltenen Kristalle ermöglicht.
Heute ist die Röntgenbeugung die Standardmethode zur Bestimmung von Kristallstrukturen, obwohl es inzwischen auch andere Methoden wie zum Beispiel die Neutronenbeugung gibt. Während Beugungsmethoden Informationen über den Aufbau des Kristalls als Ganzem liefern, ermöglicht es die Spektroskopie, die nähere Umgebung einzelner Atome zu erforschen. Mit Methoden wie der IR-Spektroskopie, der Raman-Spektroskopie, der Elektronenspinresonanz und der Kernspinresonanz können die Koordinationszahl einzelner Atome bestimmt und der Einbau von Fremdatomen nachgewiesen werden.

## Teildisziplinen

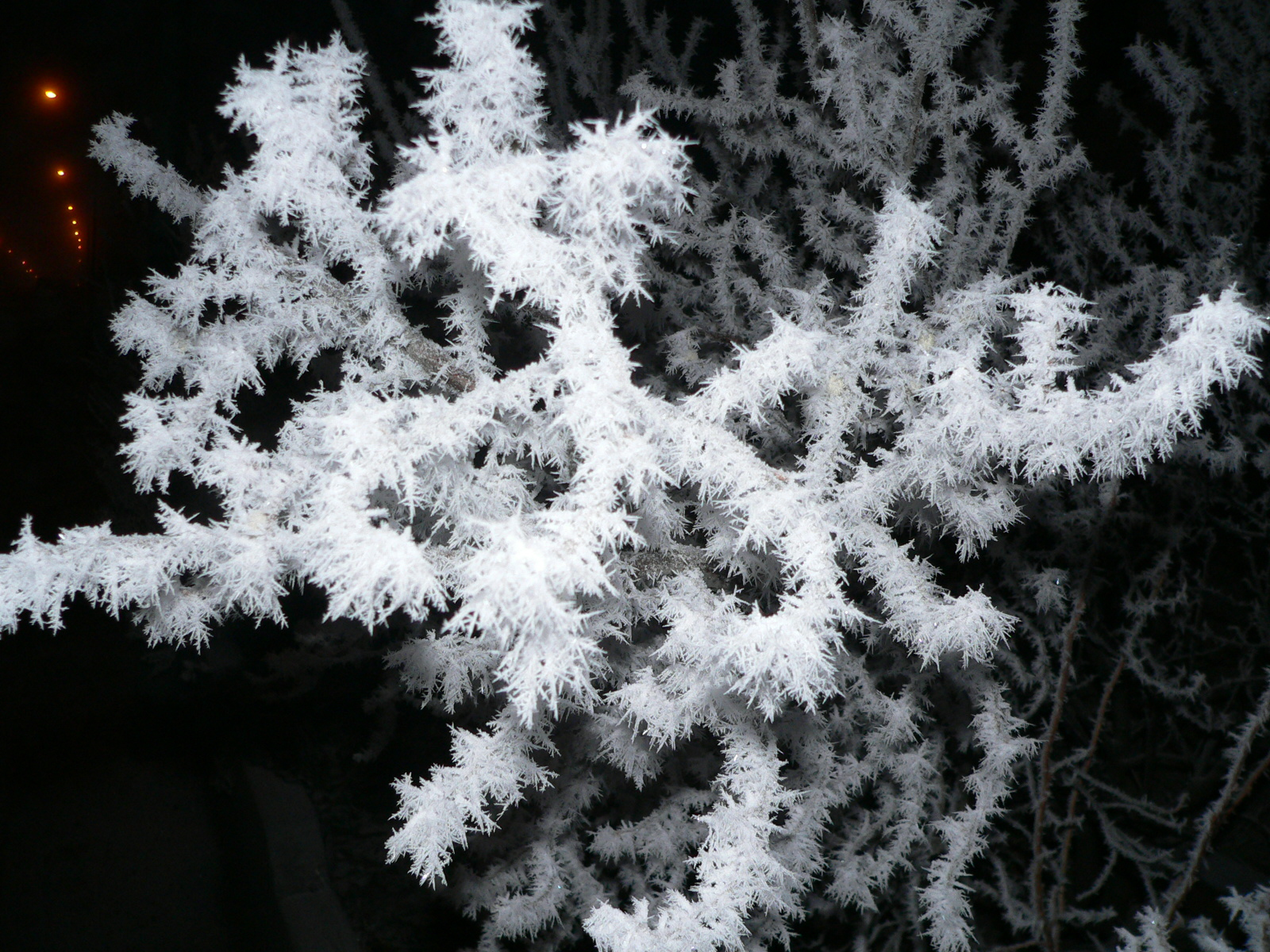
Eiskristalle bilden sich bei hoher Luftfeuchtigkeit und niedriger Temperatur

Geometrische Kristallographie
- Kristallmorphologie
- Gruppentheorie

Physikalisch-Chemische Kristallographie
- Keimbildung
- Kristallwachstum
- Kristallstrukturanalyse
- Kristalloptik
- Kristallchemie

Technische Kristallographie
- Kristallzüchtung

## Studium
In Deutschland konnte Kristallographie als selbständiges Fach und als Fachrichtung des Studiengangs Mineralogie studiert werden. Nach dessen Zusammenlegung mit der Geologie und der Geophysik werden kristallographische Lehrinhalte in den neuen gemeinsamen Bachelor- und Masterstudiengängen „Geowissenschaften“ vermittelt. In der Schweiz existiert ein eigener Studiengang Kristallographie; diesen gab es auch in der DDR. Absolventen dieser Studiengänge führen den akademischen Grad „Diplom-Kristallograph“. Vorlesungen über Kristallographie sind unter anderem auch Teil der Studienrichtungen Physik, Chemie, Materialwissenschaft und Werkstofftechnik.